# シャルティバルシチェイ
シャルティバルシチェイ（リトアニア語: Šaltibarščiai、シャルティバルシチャイ、ポーランド語: Chłodnik litewski、ラトビア語: Aukstā zupa）は、東欧地域の、とりわけリトアニア、ポーランド、ラトビア、ベラルーシに於いて有名なスープ料理。意味は「冷たいボルシチ」。ビートとケフィアの組み合わせから現れるピンク色で有名。

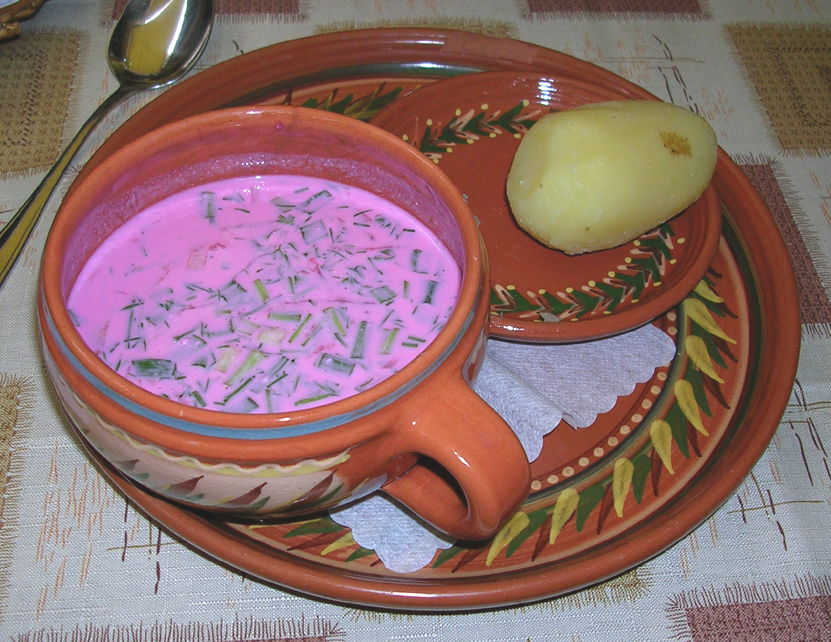
シャルティバルシチェイ

作り方は、新鮮なビートを細切りして、茹でる。その先、ビートが冷たくなると、ケフィア（ケフィアの代わりに牛乳とヨーグルトのミックスを使ってもいい）、キュウリ、万能ねぎ、ディル、塩を入れて、冷蔵庫で少なくとも一時間ほど冷やし、茹でジャガイモと食べる。